# 진마치역
진마치역(일본어: 神町駅)은 일본 야마가타현 히가시네시에 위치한 동일본 여객철도 오우 본선의 철도역이다. 상대식 승강장 2면 2선의 구조를 갖춘 지상역이며, 야마가타 선 구간에 포함된다.

## 타는 곳
| 1 | ■ 야마가타 선 | (상행) | 야마가타 · 요네자와 · 후쿠시마 방면     |
| 1 | ■ 야마가타 선 | (하행) | 사쿠란보히가시네 · 무라야마 · 신조 방면 |

## 이용 현황
| 연도   | 1일 평균 |
| ------ | -------- |
| 2000年 | 396      |
| 2001年 | 398      |
| 2002年 | 391      |
| 2003年 | 362      |
| 2004年 | 360      |

## 역 주변
- 일본 육상자위대 야마가타 주둔지
- 야마가타 공항
- 국도 제13호선
- 국도 제48호선
- 국도 제287호선
- 도호쿠 주오 자동차도 히가시네 나들목

## 인접 역
| 동일본 여객철도 오우 본선 | 동일본 여객철도 오우 본선 | 동일본 여객철도 오우 본선  |
| ------------------------- | ------------------------- | -------------------------- |
| 미다레가와 야마가타 방면  | ■ 야마가타 선             | 사쿠란보히가시네 신조 방면 |